# Diamo un calcio all'aldilà
Diamo un calcio all'aldilà è il secondo album in studio del gruppo italiano Pinguini Tattici Nucleari, pubblicato il 18 dicembre 2015.

## Tracce
Testi e musiche di Riccardo Zanotti.
1. Castagne genge – 4:44
2. Django – 4:08
3. Il sonno ed il furto (Storia di un coinquilino) – 4:17
4. La strategia della tenzone – 4:11
5. Sudowoodo – 3:17
6. Rodger – 1:22
7. Le Gentil – 5:30
8. Me Want Marò Back – 4:58

## Formazione
- Riccardo Zanotti – voce
- Lorenzo Pasini – chitarra
- Elio Biffi – tastiere, fisarmonica, cori
- Cristiano Marchesi  – basso
- Claudio Cuter – chitarra
- Matteo Locati – batteria[2]